# Edward Burne-Jones

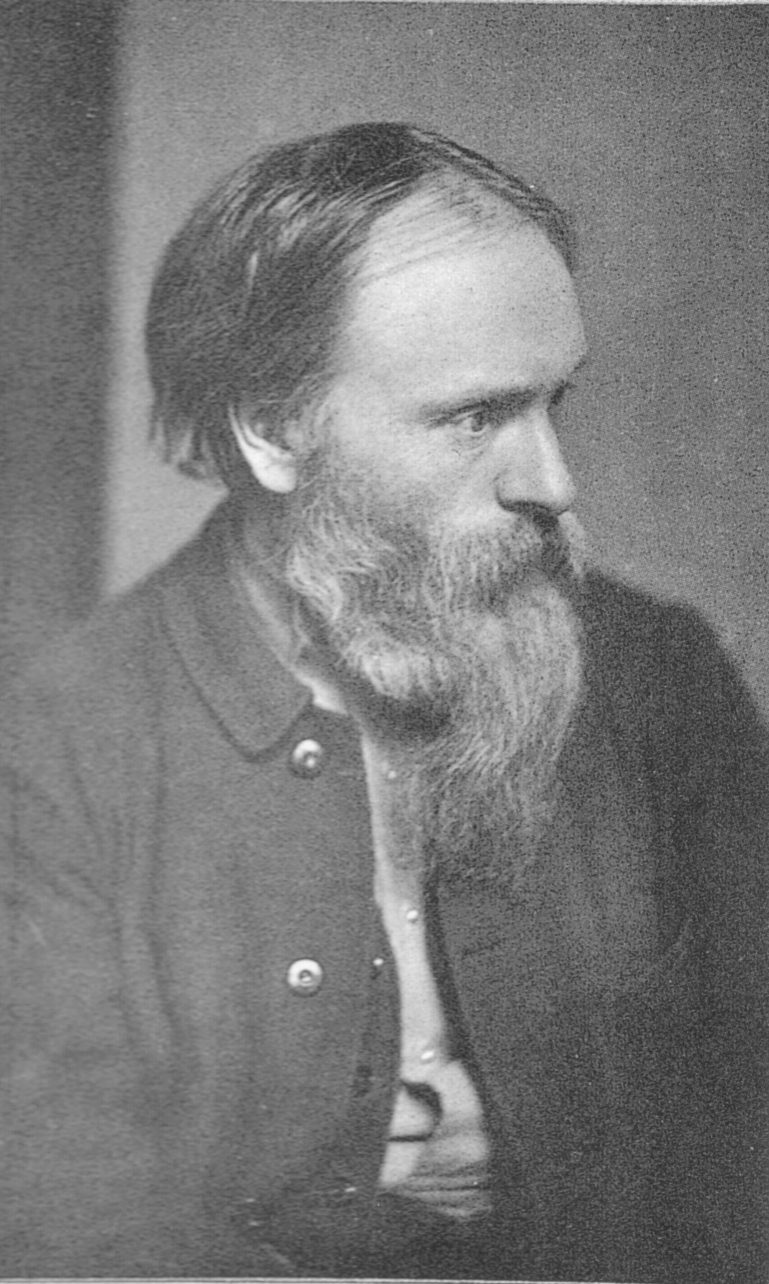
Burne Jones, door Frederick Hollyer

Edward Burne-Jones, (Birmingham, 28 augustus 1833 – Fulham, 17 juni 1898) was een Engels kunstenaar en ontwerper die nauw verbonden was met de Pre-Raphaelite Brotherhood.

## Leven en werk
Burne-Jones was geboren als zoon van een lijstenmaker in Bennetts Hill. Zijn moeder stierf zes dagen na zijn geboorte en hij werd opgevoed door zijn vader. Hij bezocht Birmingham's King Edward's School, en studeerde theologie aan het Exeter College van de Universiteit van Oxford. 

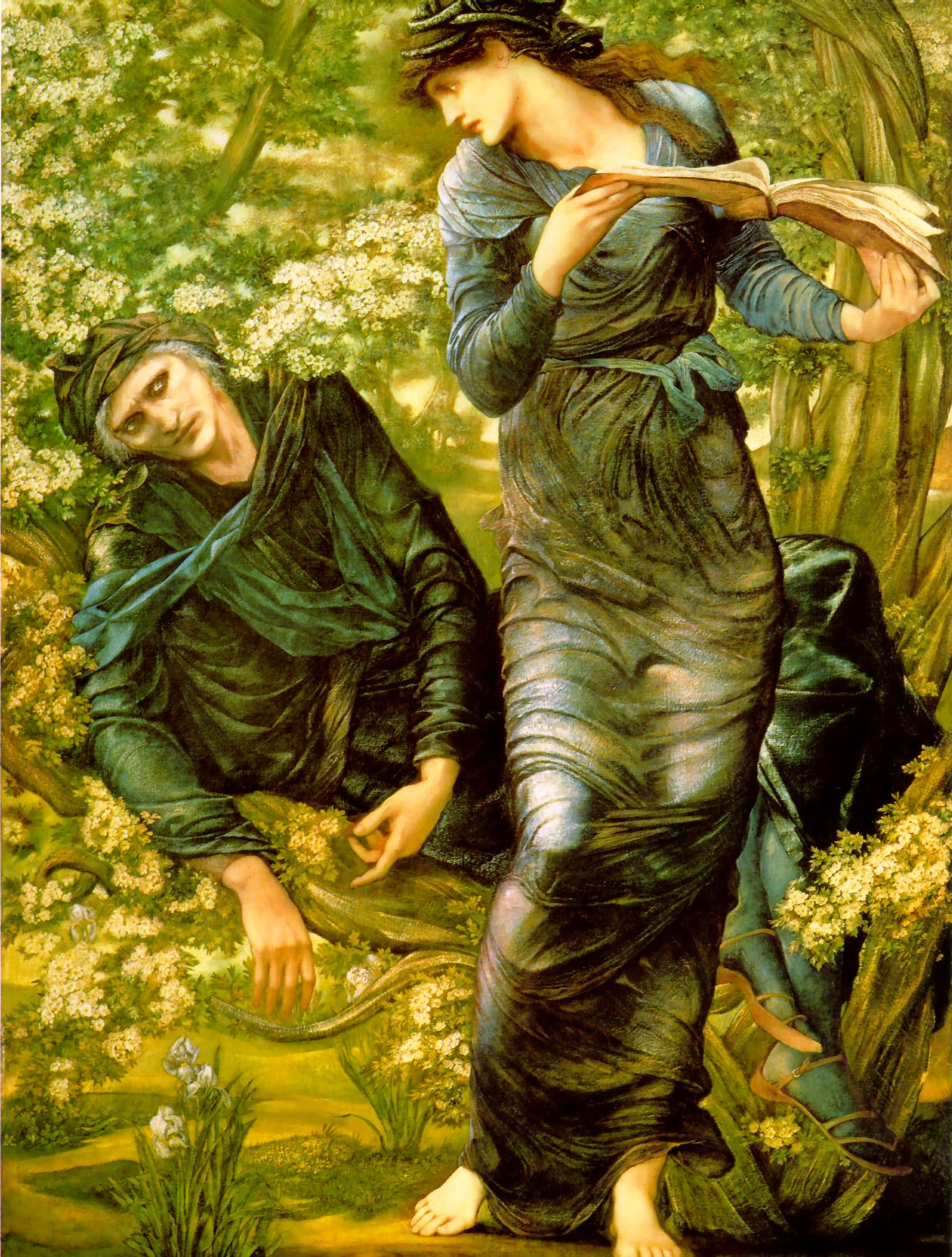
The Beguiling of Merlin, 1874

In Oxford raakte hij bevriend met William Morris en werkte met hem voor de Kelmscott Press. Een van de bekendste en waarschijnlijk mooiste boeken van de Kelmscott Press is hun versie van The Works of Geoffrey Chaucer, geïllustreerd door Edward Burne-Jones. De Kelmscott Press bestond tot 1898 en, hoewel ze maar 53 boeken produceerde, was ze een grote inspiratie voor latere privé-drukkerijen (o.a. The Doves Press). 
Aanvankelijk onderging Burne-Jones sterke invloed van Dante Gabriel Rossetti, William Morris en de schilders van de Florentijnse vroegrenaissance. Na een reis door Italië werd Botticelli zijn grote voorbeeld. Hij schiep zoals de meeste preraffaëlieten zeer gekunstelde werken, waarvan hij de motieven aan de Keltische legende ontleende, bijvoorbeeld Koning Cophetua en het bedelmeisje.

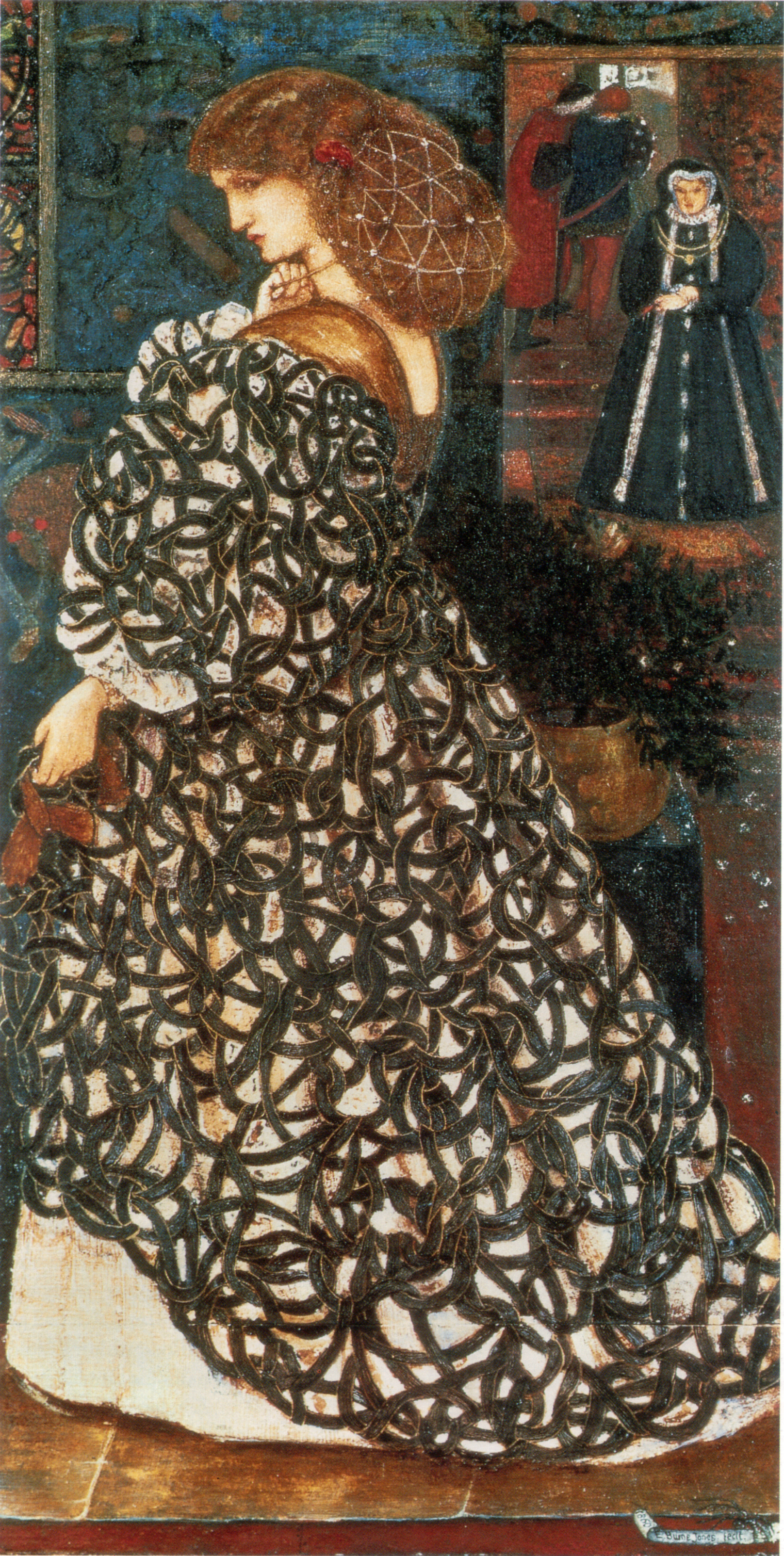
Sidonia von Bork, 1560, 1860

Burne-Jones schiep een vrouwelijk type dat kenmerkend voor zijn werk is. Het is geïnspireerd op figuren uit Renaissanceschilderijen. Deze zachtaardige, bleke en etherische meisjes verschijnen in tal van zijn werken, die zowel over de Griekse mythologie als over Keltische legenden gaan. 
Edward Burne-Jones studeerde aanvankelijk bij Dante Gabriel Rossetti, maar ontwikkelde een eigen stijl. Oorspronkelijk zou hij predikant worden, maar hij koos toch uiteindelijk voor een artistieke loopbaan.
In 1860 trouwde Burne-Jones met Georgiana MacDonald (1840–1920). Georgiana had ook een artistieke opleiding gevolgd. 
In 1867 gingen Burne-Jones en zijn vrouw in Fulham, Londen wonen. In datzelfde jaar begon hij een stormachtige relatie met zijn model Maria Zambaco, maar uiteindelijk zou hij zijn vrouw nooit verlaten. Het echtpaar kocht in 1880 Prospect House in Rottingdean, nabij Brighton in Sussex en gebruikte dat als vakantieverblijf. 
In zijn kunstloopbaan had hij diverse disciplines, zoals schilderijen, het ontwerpen van keramische kunst, tapijten, glas-in-lood, juwelen, theaterkostuums en boekillustraties.

## Trivia
- Burne-Jones was de grootvader van schrijfster Angela Thirkell. Thirkell publiceerde in 1931 onder de titel Three Houses herinneringen uit haar kindertijd en in het bijzonder over Burne-Jones.